# Bell System
Bell System, ursprungligen American Bell Telephone Company och senare AT&T, ett samlingsnamn för telefonverksamhet i USA, men också ett samlingsbegrepp för företagsgruppen AT&T, Bell Labs, Western Electric och Bell-bolagen. Bell System, där AT&T var moderbolag, var den helt dominerande teleoperatören i Nordamerika fram till 1984 då den tvingades att delas upp i enskilda, oberoende bolag.

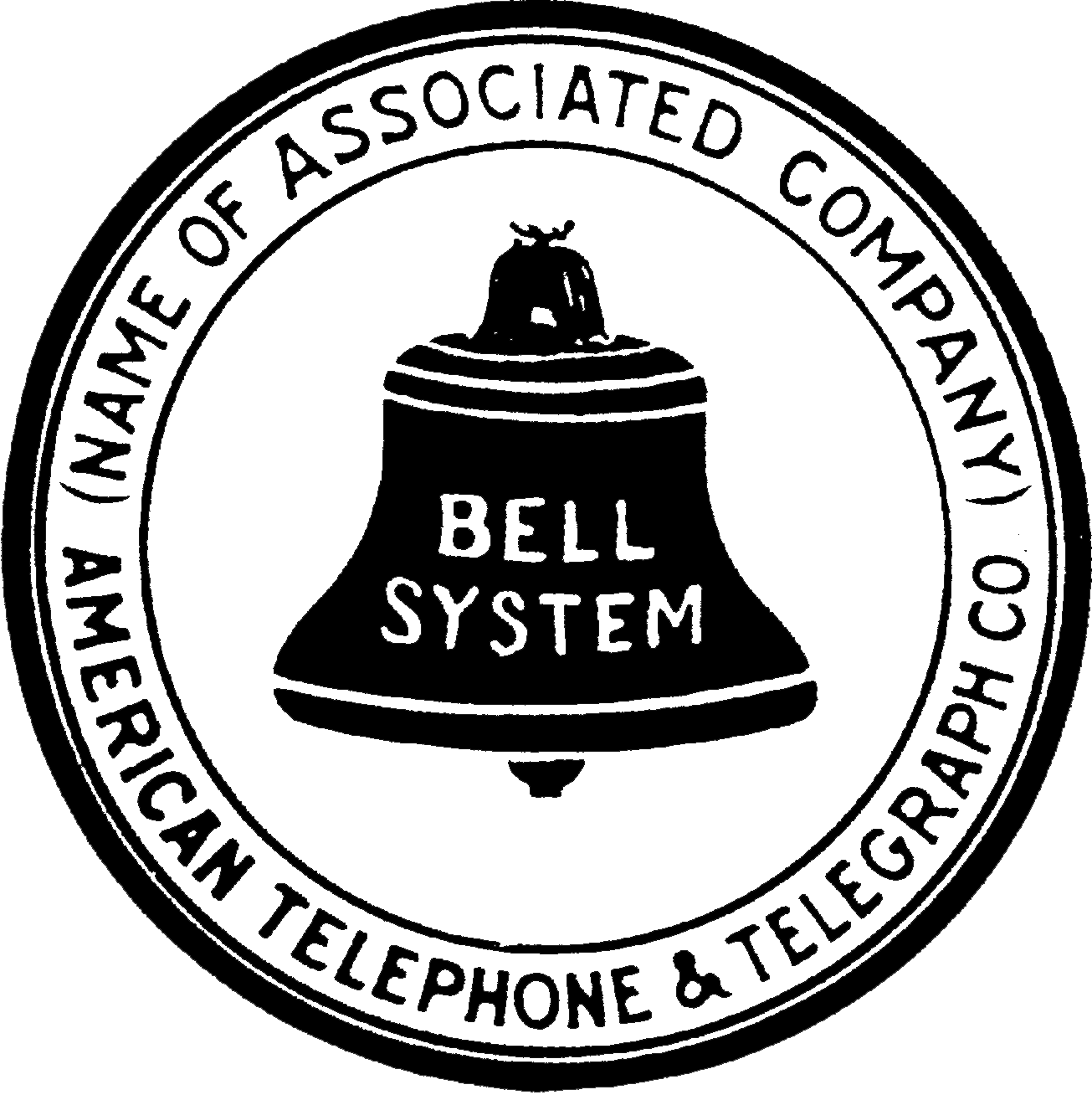
Bell Systems varumärke från 1921 till 1939

## Historia
Det som med tiden blev begreppet Bell System började redan år 1876 när telefonens uppfinnare Alexander Graham Bell tillsammans med sin svärfar Gardiner Greene Hubbard och ytterligare en finansiär Thomas Sanders bestämde sig för att tillvarata Bells telefoniuppfinningar genom att ansöka om patent. I januari 1877 beviljades patenten och telefonföretaget "Bell Telephone Company, Gardiner G.Hubbard, Trustee" bildades.
Företagets första manuella telefonväxel öppnades i New Haven i Connecticut år 1878. Inom några år växte telefonin snabbt och telefonväxlar, med licens från Bell, installerades av lokala telefondriftbolag i de flesta större städerna i USA.
År 1880 ändrades namnet till American Bell Telephone Company (American Bell). Affärsidén blev tidigt att, med hjälp av licenser, till de lokala telefondriftbolagen tillhandahålla telefonapparater samt äga rätten till trafik mellan dessa. American Bell startade samtidigt en verksamhet för att etablera långdistanstrafik från New York och vidare mot Chicago. Detta blev starten för företaget American Telephone & Telegraph (AT&T) som år 1885 blev ett helägt dotterbolag till American Bell.
År 1882 fanns det cirka 300 telefondriftbolag med licens från American Bell. 
Behovet av standardiserade telefonutrustningar och systemlösningar var uppenbart och samma år blev American Bell delägare i tillverkningsföretaget Western Electric, ett företag grundat 1869 med tillverkning av telefoner och annan elektrisk utrustning.
År 1900 förvärvade American Telephone & Telegraph (AT&T) tillgångarna i sitt moderbolag, efter ett beslut av aktieägarna i American Bell, och högkvarteret flyttades från Boston till New York.
År 1913 beslöt AT&T att förbinda Bell Systems telefonnät med de många oberoende telefondriftsbolag som hade etablerats när de ursprungliga telefonpatenten upphörde. I och med detta, blev Bell System (under AT&T:s ägarskap) ett av staten sanktionerat monopol. Efter 1934 reglerades AT&Ts verksamhet genom Federal Communication Commission (FCC). Slutligen, år 1984, upphörde Bell System och delades upp i enskilda bolag, dikterat av federal lag.
Begreppet Bell System användes fram till 1984 i vardagligt tal för alla verksamheter inom AT&T-koncernen, och bestod av följande huvuddelar: 
- AT&T Long Lines, långdistanstrafiken mellan lokala teleoperatörer.
- Western Electric Company, bolag för tillverkning av telefoniutrustning.
- Bell Labs, bolag för forskning- och utveckling (FoU).
- Bell operating companies (BOCs), lokala telefondriftbolag